# Juno (vesoljsko plovilo)
Juno je vesoljska sonda programa New Frontiers, ki ga je NASA izstrelila 5. avgusta 2011 proti planetu Jupitru, dosegla ga je 4. julija 2016. Utirila se je v Jupitrovo polarno orbito, iz katere preučuje njegovo zgradbo, gravitacijsko polje, magnetno polje in polarno magnetosfero. Sonda tudi poskuša odkriti podatke o nastanku planeta, morebitnem kamnitem jedru, deležu vode v globoki atmosferi, porazdelitvi mase in vetrovih, ki lahko dosežejo 618 km/h.
Juno je druga vesoljska sonda, ki se je utirila v Jupitrovo orbito, po sondi Galileo, ki je krožila v orbiti med letoma 1995 in 2003. Sondo poganjajo sončne celice, ki so pogoste pri satelitih, ki krožijo okoli Zemlje ali druge v notranjem Sončnem sistemu, termoelektrični generator pa se uporablja za misije v zunanjem delu osončja ali dlje. Vseeno Juno uporablja tri sončne panele, največje do sedaj na vesoljskih sondah, ki skrbijo tako za proizvodnjo energije, kot tudi za stabilizacijo plovila.
Ime sonde izvira iz rimske mitologije, bog Jupiter se je zakril s plaščem oblakov, skozi katerega je njegovo pravo naravo lahko videla le njegova žena Junona (angleško Juno).